# Воробьёв, Александр Васильевич (Герой Социалистического Труда)
Александр Васильевич Воробьёв (1 [14] декабря 1906, Темников, Тамбовская губерния — 20 октября 1988, Москва) — советский хозяйственный, государственный и политический деятель, Герой Социалистического Труда.

## Биография
Родился в 1906 году в г. Темников.
С 1930 года — на хозяйственной, общественной и политической работе. В 1930—1980 гг. — токарь завода № 22, впоследствии Машиностроительного завода имени М. В. Хруничева Министерства общего машиностроения СССР. Перевыполнял нормы в 2,5 раза, многократный обладатель звания «Лучший токарь завода». Отличник социалистического соревнования авиационной промышленности.
Указом Президиума Верховного Совета СССР от 26 июля 1966 года присвоено звание Героя Социалистического Труда с вручением ордена Ленина и золотой медали «Серп и Молот».
Избирался депутатом Верховного Совета РСФСР 3-го и 4-го созывов.
Умер в 1988 году в Москве.